# Agdistis intermedia
Agdistis intermedia ist ein Schmetterling (Nachtfalter) aus der Familie der Federmotten (Pterophoridae).

## Merkmale
Die Falter erreichen eine Flügelspannweite von 24 bis 30 Millimetern und sind graubraun gefärbt. Der Bereich zwischen den Flügelfalten ist fahler als die Grundfärbung. An der Costalader existieren keine Flecken, entlang des dorsalen Randes der Flügelfalte befinden sich vier Flecken. Der vierte Fleck befindet sich dabei näher an der Costalader als der dritte, gelegentlich sind diese auch verschmolzen.
Die Valven des männlichen Genitals und die Costalarme sind symmetrisch. Der Uncus ist zweilappig und symmetrisch. Das neunte Sternit ist asymmetrisch zweizähnig. Das Ostium des weiblichen Genitals ist leicht abgerundet. Das Antrum ist nahezu halbkreisförmig, laterocaudal ist es durch zwei dornförmige Anhänge erweitert. Diese ähneln denen von Agdistis bennetii, sie sind aber nur wenig entwickelt. Die Apophyses anteriores sind kurz.

### Ähnliche Arten
- Agdistis bennetii (Curtis, 1833) ist eine eng verwandte Art, die sich lediglich anhand der Genitalien von Agdistis intermedia unterscheiden lässt.

## Verbreitung
Das Verbreitungsgebiet von Agdistis intermedia befindet sich in Ungarn und Rumänien, im Osten reicht es bis nach Russland und Kasachstan.

## Lebensweise
Die Larven fressen wahrscheinlich an Gewöhnlichem Strandflieder (Limonium vulgare).

### Flug- und Raupenzeiten
Die Falter fliegen von Juni bis August, über die Anzahl der Generationen im Jahr ist nichts bekannt.

## Systematik

### Synonyme
Aus der Literatur sind für Agdistis intermedia folgende Synonyme bekannt:
- Adactyla benneti var. intermedia Caradja, 1920
- Agdistis hungarica Amsel, 1955

## Belege